# Wisimar
Wisimar lub Visimar (zm. 335) – wandalski władca Hasdingów w czasach, gdy plemię to znajdowało się nad wschodnimi dopływami Cisy. Jordanes podaje, że Wandalowie wtedy żyli na ziemiach, gdzie teraz siedzą Gepidowie. Według relacji wspomnianego pisarza Wandalowie-Hasdingowie zawiązali już wcześniej sojusz z Gepidami wymierzony w Wizygotów, którego celem były zapewne ziemie dzisiejszego Siedmiogrodu:
Jak podaje gocki kronikarz: Geberyk (król Wizygotów) na początku panowania pragnie rozszerzyć władzę na szczep Wandalów. Rusza więc przeciw ich królowi imieniem Wisimar, pochodzącemu z domu Asdingów, który znaczeniem przyćmiewa inne domy wandalskie i poczytuje się za najbardziej wojowniczy. i dalej: Bitwa rozegrała się nad brzegiem rzeki Marisia. Równorzędny bój nie trwał długo. Wnet sam Wisimar, król Wandalów, i większa część jego ludzi leżeli pokotem w prochu ziemi.